# Список сеньоров де Бо
Сеньоры Бо (фр. Seigneurs des Baux) — одни из могущественных правителей средневекового Прованса. Их амбиции простирались на Прованс и Сицилийское королевство, где они занимали важные должности, а также на Сардинию, где они пытались стать королями Арбореи. После XIII века значение сеньоров Бо снижается, в XV веке Бо утратило самостоятельность. В 1513 году был создан титул барона Бо, а в 1642 — маркиза Бо, принадлежащий правящему дому княжества Монако.

## Сеньоры Бо
- Понс Юный ( — ок.1008/1009)
- Гуго (ок.970 —), сын Понса Юного.
- Гуго I де Бо ( — 1059) отождествление с предыдущим маловероятно
- Гильом Гуго де Бо (1030/1045 — после 1091), сын Гуго I
- 1091—1150 Раймунд I де Бо (1075/1085 — 1150), сын Гильома Юга. В 1145 году претендовал на графство Прованское
- 1150—1179 Гуго II де Бо (1110/1115 — 1179), сын Раймунда

### Принцы Оранские
- 1173—1181 Бертран де Бо (1110/1115 — 1181), сеньор Бо и первый принц Оранский 1156—1181.
- 1181—1218 Гильом I де Бо (1155—1218), сын Бертрана.
- 1181—1240 Гуго III де Бо ( — 1240), сын Бертрана.
- 1240—1268 Барраль I де Бо ( — 1268), сын Гуго
- 1268—1305 Бертран I де Бо ( — 1305), сын Баррала. Сеньор Бо, граф Авеллино с 1267 года
- 1305—1321 Раймунд ( — 1321), сын Бертрана. Регент Неаполя в 1295. Сеньор Бо, граф Авеллино, сенешаль Прованса,
- 1311—1351 Гуго ( — 1351), сын Раймунда, сенешаль Прованса и Форкалькье 1334, сеньор Бо, граф Авеллино
- 1351—1372 Раймунд II де Бо ( — 1372), сын Гуго. Сеньор Бо, граф Авеллино
- 1372—1426 Алиса де Бо (1367—1426) Дама Бо, графиня Авеллино

После смерти Алисы, Бо было присоединено к владениям графов Прованса.

## Графы Прованса
- 1426—1434 Людовик III Анжуйский
- 1434—1480 Рене Добрый
- 1480—1481 Карл

После смерти Карла Анжуйского, король Франции Людовик XI, вопреки правам Рене II, герцога Лотарингии, присоединяет Прованс и Бо к короне.

## Короли Франции
- 1482—1483 Людовик XI (1423—1483) король Франции
- 1483—1498 Карл VIII (1470—1498)
- 1498—1515 Людовик XII (1462—1515)
- 1515—1547 Франциск I (1494—1547)
- 1547—1559 Генрих II (1519—1559)
- 1559—1560 Франциск II (1544—1560)
- 1560—1574 Карл IX (1550—1574)
- 1574—1589 Генрих III (1551—1589)
- 1589—1610 Генрих IV
- 1610—1643 Людовик XIII

За два года до своей смерти Людовик XII создал в 1513 году баронство Бо, находившееся под контролем короны.

### Бароны Бо
- 1513—1528 Бернард де Бо
- 1528—1567 Анн де Монморанси (1492—1567)
- 1567—1582 Оноре де Мартин
- 1582—1621 Жак де Бош
- 1621—1631 Антуан де Вильнев

### Капитаны Бо
- 1528—1553 Клод де Манвилль
- 1553—1560 Пьер де Котерон
- 1560—1562 Жан де Манвилль
- 1562—1563 Жан Квикеран-Вентабрен
- 1563—1564 Гуши Квикеран
- 1564—1575 Валентин де Гриль
- 1575—1607 Пьер де Веран
- 1607—1618 Пьер де Савурнен
- 1618—1631 Жак де Верасси
- 1631—Николя Винсент

## Маркизы Бо
В мае 1642, король Франции Людовик XIII за верность делает маркизами Бо принцев Монако из династии Гримальди. Дар подтвержден 6 февраля 1643 года.
- 1643—1651 Эркюль Гримальди
- 1651—1662 Оноре II (1599—1662), князь Монако в 1604—1662 годы, маркиз Бо, герцог Валентинуа
- 1662—1701 Луи
- 1701—1731 Антуан I
- 1731—1751 Жак Франсуа Леонард
- 1751—1795 Оноре III

После 1793 года Бо было оккупировано Францией, но титул маркизов Бо сохранился за князьями Монако. В настоящее время носителями титула являются правящий князь Монако Альбер II и наследный князь Жак.